# Styletoentomon
Styletoentomon es un género de proturos perteneciente a la familia Eosentomidae.

## Especies
Este género contiene las siguientes especies:
- Styletoentomon rostratum (Ewing, 1940)
- Styletoentomon styletum Copeland, 1978